# 이인 (기업인)
이인(In Lee, 1979년 ~ )은 한국의 기업인. 그는 2004년 넥슨코리아에 입사해, 넥슨 로컬라이제이션팀, 해외사업실을 거쳐 2010년 네오플로 자리를 옮긴 후 네오플의 해외사업 총괄 담당 이사를 역임해오던 중 2014년 3월부터 2015년 6월까지 네오플 대표이사를 맡았다.

## 경력
- 2014년 4월 - (주)네오플 대표이사
- 2010년 - (주)네오플 글로벌실 실장, 이사
- 2010년 - (주)넥슨코리아 해외사업실 부실장
- 2006년 - (주)넥슨코리아 로컬라이제이션팀 팀장
- 2004년 - (주)넥슨코리아 입사

## 같이 보기
- 김정주 (기업인)
- 박지원 (1977년)
- 서민 (기업인)
- 오웬 마호니
- 최승우 (기업인)